# Ingrid Franzén-Weiss
Carin Ingrid Weiss, känd under flicknamnet Ingrid Franzén och senare Ingrid Franzén-Weiss, född 1 juli 1929 i Kvänums församling i dåvarande Skaraborgs län, är en svensk textilkonstnär.
Ingrid Franzén är dotter till bankkassören Carl Franzén (1889–1933) och Karin Sofia Margareta Ragnar (1897–1989). Hon växte upp i Björkäng och Mullsjö i Skaraborgs län.
Franzén gick ut Konstfack 1953. Då hade hon även studerat textil ett år i Frankrike. I tidsligt samband med examinering fick hon 20 maj 1953 stipendium från Slöjdföreningen och dess ordförande Gotthard Johansson. Under en tid efter sin examen arbetade hon hos Ingrid Skerfe-Nilsson i Uppsala. Under 1950- och 1960-talen tog hon fram ett antal broderimönster till Östergötlands läns hemslöjdsförening.
Franzén är bland annat representerad på Nordiska museet, med "Julduk". Hon skapade även mönstren "Röd frukt" och "Grön frukt" 1955, mönster som företrädesvis har använts för kuddfodral.
Ingrid Franzén-Weiss gifte sig 1955 med Bernhard Freidrich Wilhelm Weiss (född 1930), fick en son 1956 och flyttade till Tyskland.